# Léopold Cazals
Léopold Cazals, né le 14 août 1892 à Rivesaltes (Pyrénées-Orientales), mort le 21 février 1965, est un militant syndicaliste français. Il fut un des premiers dirigeants de la CGTU, en 1922-1923.

## Repères biographiques
Commis des PTT, où il débute en 1914, et où il se syndique, il s'engage dans le mouvement révolutionnaire qui se développe alors après la Révolution bolchévique de 1917. Réformé, il ne participe pas à la guerre, mais devient un militant syndicaliste. Il s'éloige des PTT et devient permanent syndical dans l'Est de la France: il est élu secrétaire de l'Union Départementale CGT du Doubs en 1919. À ce titre il siège au Comité confédéral national de la CGT. Il devient un des animateurs du courant qui accepte sans déplaisir la scission d'avec les "réformistes". Il est élu, en juin 1922, membre du bureau de la Confédération générale du travail unitaire lors du premier congrès de celle-ci.
Comme les autres membres de bureau de la CGTU, il se situe sur des positions syndicalistes-révolutionnaires, et bien que membre du Parti communiste français, il est favorable à une certaine autonomie du syndicalisme par rapport aux partis politiques. Il est emprisonné en 1923, en raison de son opposition à l'envoi de troupes françaises en Rhénanie. Avec son collègue postier Joseph Lartigue et l'institutrice Marie Guillot, devenus minoritaires au sein de la CGTU, dominée par les partisans de liens étroits entre PCF et syndicalisme, il y anime un temps un courant minoritaire, vite voué à l'échec. En novembre 1923, il n'est pas reconduit à la direction de la CGTU. Il semble avoir cessé toute activité militante notable après ces épisodes.

## Sources
- Dictionnaire biographique du mouvement ouvrier français, notice signée Yves Lequin, tome 21.
- Syndicalisme révolutionnaire et communisme, les archives de Pierre Monatte, éditions Maspero, 1968.